# Pelijärvi
Pelijärvi är en sjö i Pajala kommun i Norrbotten och ingår i Kalixälvens huvudavrinningsområde. Sjön har en area på 0,091 kvadratkilometer och ligger 295 meter över havet.

## Delavrinningsområde
Pelijärvi ingår i det delavrinningsområde (747955-177633) som SMHI kallar för Ovan VDRID = Tiankijoki i Kalixälvens vattendrags*. Medelhöjden är 270 meter över havet och ytan är 54,46 kvadratkilometer. Räknas de 359 avrinningsområdena uppströms in blir den ackumulerade arean 6 308,49 kvadratkilometer. Avrinningsområdets utflöde Kalixälven (Kaitumälven) mynnar i havet. Avrinningsområdet består mestadels av skog (83 procent) och sankmarker (10 procent). Avrinningsområdet har 2,09 kvadratkilometer vattenytor vilket ger det en sjöprocent på 3,8 procent.